# الأعظم على مر العصور (فلم)
الأعظم على الإطلاق (المعروف أيضًا باسم GOAT) هو فيلم هندي باللغة التاميلية لعام 2024، ينتمي إلى فئة الإثارة والحركة، كتبه وأخرجه فينكات برابهو، ومن إنتاج AGS Entertainment. الفيلم من بطولة فيجاي في أربعة أدوار، إلى جانب براسانث، برابهو ديفا، موهان، جايارام، أجمال أمير، فايبهاف، يوغي بابو، برمجي أمارين، سنيها، لايلا، ميناكشي تشودري، وأبيوكته مانكاندان. يُعتبر الفيلم الإنتاج الخامس والعشرين للاستوديو، وهو الفيلم قبل الأخير لفيجاي قبل دخوله عالم السياسة. تتبع القصة غاندي، قائد سابق لفريق مكافحة الإرهاب، الذي يجتمع مع أعضاء فريقه لمواجهة المشاكل التي نشأت عن أفعالهم السابقة.
تم الإعلان رسميًا عن الفيلم في مايو 2023 تحت عنوان مؤقت هو ثالا باثي 68، لأنه الفيلم رقم 68 لفيجاي كممثل رئيسي، وتم الإعلان عن العنوان الرسمي في ديسمبر. بدأ التصوير الرئيسي في أكتوبر 2023 وانتهى في أواخر يونيو 2024. شملت مواقع التصوير تشيناي، تايلاند، حيدر آباد، سريلانكا، بونديشيري، ثيروفانانثابورام، روسيا، والولايات المتحدة. الموسيقى من تأليف يوفان شانكار راجا، بينما تولى التصوير سدهارتا نوني والمونتاج فينكات راجن.
تم إنتاج الفيلم بميزانية تتراوح بين 380 و400 كرور روبية، وهو الفيلم الأغلى إنتاجًا لشركة AGS. تم عرض الأعظم على الإطلاق عالميًا في 5 سبتمبر 2024 بتنسيقات عادية وآيماكس، وحصل على مراجعات مختلطة من النقاد، الذين أشادوا بأداء فيجاي، مشاهد الحركة، والنهاية، بينما تلقى انتقادات بسبب نقص تطوير الشخصيات والكتابة. حقق الفيلم عدة أرقام قياسية في شباك التذاكر لفيلم تاميل، ليصبح الأعلى ربحًا في تاميل لعام 2024، وثالث أعلى فيلم ربحًا في الهند لعام 2024، وخامس أعلى فيلم ربحًا في تاريخ السينما التاميلية، وخامس أعلى فيلم ربحًا في الخارج، وثالث أعلى فيلم ربحًا في تاميل نادو.

## القصة
في عام 2008، في كينيا، تتدخل فرقة مكافحة الإرهاب الخاصة (SATS) بقيادة م. س. غاندي لاعتقال الإرهابي عمر واستعادة اليورانيوم منه. كما أن رئيسهم السابق، راجيف مينون، الذي يتجنب القبض عليه بعد توجيه تهم بالخيانة، كان على نفس القطار. تستعيد الفرقة اليورانيوم وتدمر القطار، معتقدين أن الجميع، بما في ذلك مينون، قد لقوا حتفهم. يعود الفريق إلى دلهي ويعيشون متخفين، حيث يحاول غاندي الحفاظ على حياته الأسرية مع زوجته الحامل، أنورادها "آنو"، وابنهما الصغير، جيفان.
أثناء مهمة في بانكوك، يتعرض غاندي وعائلته لهجوم، مما يؤدي إلى دخول آنو في المخاض واختفاء جيفان بشكل غامض. تكتشف الشرطة جثة متفحمة يعتقدون أنها لجيفان، مما يصيب غاندي باليأس ويؤدي إلى تصدع علاقته مع آنو. بحلول عام 2024، ترك غاندي فرقة SATS ويعمل كموظف هجرة، بينما تعيش آنو وابنته جيفيثا بشكل منفصل.
بعد إلحاح كاليان، يوافق غاندي على تدريب ضباط جدد في موسكو، حيث يتعرض السفارة لهجوم. خلال الفوضى، يلتقي بنسخة شابة منه، التي تتضح لاحقًا أنها جيفان، الذي لا يزال حيًا. يجتمع العائلة مرة أخرى، لكن تتكرر المآسي عندما يُقتل رئيس غاندي السابق، نازير، على يد رجل مقنع يُكشف لاحقًا أنه جيفان.
مصممًا على كشف التهديد لفرقة SATS، يعود غاندي إلى الفرقة. يتعلم أن جيفان قد تم التلاعب به من قبل مينون، الذي نجا من انفجار القطار ويسعى للانتقام. اختطف مينون جيفان وزرع فيه كراهية تجاه غاندي بسبب الموت المفترض لعائلته.
مع تطور القصة، تتصاعد التوترات مع خيانات متعددة ومواجهات. يسرق لص يُدعى دايموند بابو دليلًا حاسمًا من نازير، ويختطف جيفان سرينيدي لابتزاز الفريق. يُكشف كاليان كخائن، ويقنع غاندي بإنقاذ حلفائهم، مما يؤدي إلى سلسلة مأساوية من الأحداث.
في مواجهة حاسمة في ملعب م. أ. تشيدامبارام، يواجه غاندي مينون ويحاول إحباط خطة تفجير، مما يقوده في النهاية إلى مواجهة جيفان. تنتهي القصة بتويست صادم: "جيفان" كان في الواقع نسخة مستنسخة. جيفان الحقيقي، المعروف الآن باسم سانجي، هو عالم متخصص في الاستنساخ، مما يلمح إلى مزيد من الخطط الشريرة في المستقبل.

## الممثلون
- قام فيجاي بأداء أربعة أدوار تشمل:

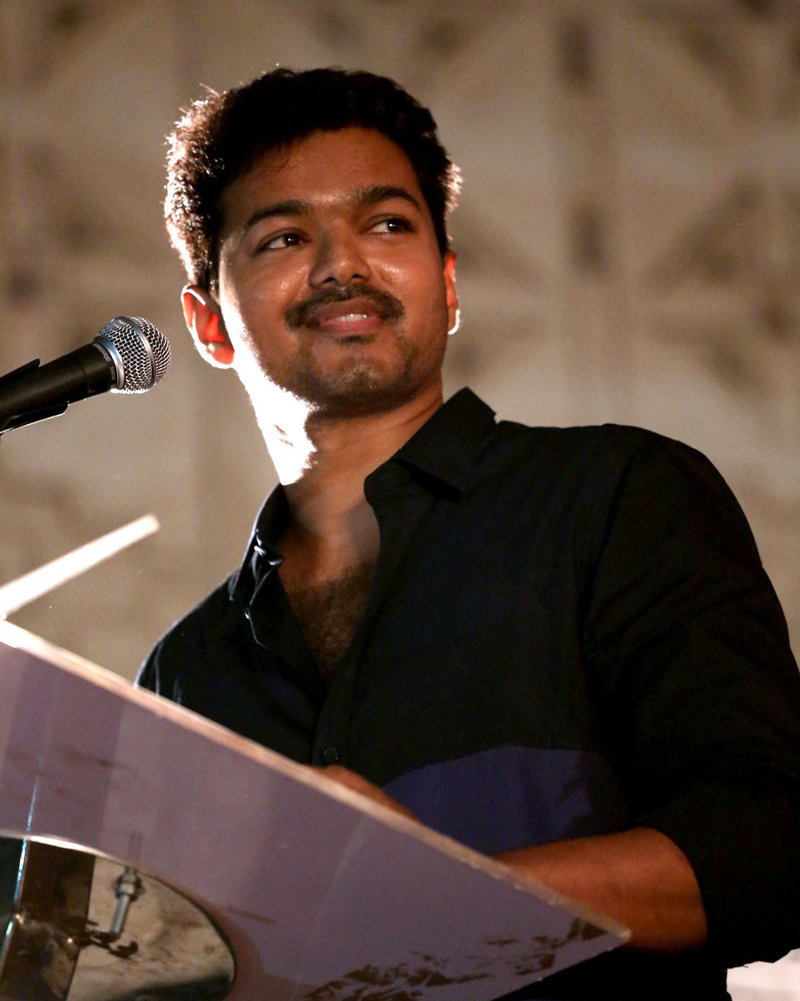
فيجاي البطل الرئيسي للفيلم

- - إم. إس. غاندي، عميل SATS ووالد جيفان
  - جيفان غاندي، الابن المتمرد لغاندي، الذي أُعيدت تسميته باسم سانجاي مينون
    - أكيلان يؤدي دور جيفان في مرحلة الطفولة
    - أياز خان يؤدي دور جيفان في مرحلة المراهقة (استخدام تقنية الذكاء الاصطناعي للوجه)

  - فيجاي أدى أيضًا دور استنساخين لشخصية جيفان.

الشخصيات الأخرى تشمل:
- براشانت في دور سونيل ثياغاراجان
- برابهو ديفا في دور كاليان سوندارام
- موهان في دور راجيف مينون
- جايارام في دور نذير
- أجمال أمير في دور أجاي جوفينداراج
- فايبهاف في دور شا
- يوغي بابو في دور دايموند بابو
- بريمغي أمريك في دور سينو
- سنيها في دور أنورادا "أنو"، زوجة غاندي
- ليلى في دور الدكتورة راديكا سونيل
- ميناكشي تشودري في دور سرينيدي سونيل
- أبيوكثا مانيكاندان في دور جيفيثا غاندي
- يوغندران في دور عبدول، صديق مينون
- تي سيفا في دور ضابط في السفارة الهندية
- سوبو بانشو في دور سي. آي راجيندران
- آرافيند آكاش في دور أرفيند

## الإنتاج

### التطوير
في أواخر نوفمبر 2021، تم الإعلان عن تعاون محتمل بين فيجاي والمخرج آتلي كومار في فيلمه الـ68 كبطل رئيسي، بعد نجاحهما معاً في ثلاثة أفلام هي "ثيري" (2016)، و"مرسال" (2017)، و"بيغيل" (2019). كان من المقرر بدء عملية الإنتاج بعد إنهاء أتلي التزاماته بفيلمه الهندي الأول "جاوان" (2023). وفي تلك الأثناء، كان فيجاي يعمل على مشروعين آخرين هما "فاريسو" و"ليو" (كلاهما في 2023). في 24 ديسمبر، نشر يوڤان شانكار راجا صورة له مع فيجاي على منصة "X" (تويتر سابقاً)، مما أثار التكهنات حول تعاون محتمل بينهما بعد "بوديا غيتاي" (2003). استمرت الأخبار حول التعاون بين فيجاي وأتلي خلال عام 2022، وفي ديسمبر من نفس العام تم الإعلان أن التصوير سيبدأ في يونيو 2023 بعد انتهاء أتلي من فيلم جاوان، والذي كان من المقرر إطلاقه في 2 يونيو 2023، ولكنه تأجل لاحقًا.
في مايو من العام التالي، تم التأكيد على أن أتلي لن يخرج هذا المشروع، حيث وقع عقداً لإخراج فيلم هندي آخر باسم "بيبي جون" (2024). استمع فيجاي لعدة سيناريوهات، من بينها من إخراج فينكات برابهو وغوبيتشاند ماليني. وفي 21 مايو، أعلن فيجاي عبر صفحاته على وسائل التواصل الاجتماعي أن فيلمه الـ68 سيقوم بإخراجه برابهو، ويحمل عنوانًا مؤقتًا "تالاباتي 68". وسيتولى إنتاج الفيلم شركة إيه جي إس، بينما ستعمل أرتشانا كالاباثي وأيشواريا كالاباثي كمنتجين إبداعيين. يُعد هذا الفيلم الإنتاج الأغلى والأكبر في تاريخ الشركة، بميزانية قدرها ₹400 كرور، وحصل فيجاي على أجر قدره ₹200 كرور (24 مليون دولار أمريكي)، ليصبح بذلك الممثل الأعلى أجرًا في الهند. في أغسطس، توجه فريق العمل إلى لوس أنجلوس لاستخدام تقنية المسح الضوئي للتأثيرات البصرية من أجل تصميم إحدى شخصيات فيجاي، وهي تقنية استخدمت سابقًا في أفلام مثل فان (2016) و"إنديان 2" (2024). وتم الإعلان عن العنوان الرسمي للفيلم الأعظم على مر العصور في 31 ديسمبر 2023.

### ما قبل الإنتاج
أفادت التقارير بأن الفيلم سيكون ضمن نوع الخيال العلمي، إلا أنه بعد إطلاقه تم تصنيفه كفيلم إثارة وحركة. التقى المخرج برابهو مع فيجاي قبل الإعلان بعشرة أشهر، وطرح عليه فكرة أولية، والتي طلب فيجاي تطويرها. بعد اكتمال تطوير الفكرة في أوائل مايو 2023، التقى برابهو بفيجاي مرة أخرى لاحقاً في ذلك الشهر وقدم النص كاملاً، فوافق فيجاي عليه وقرر التعاون مع برابهو رسميًا. كتب برابهو حوارات السيناريو بالتعاون مع ڤيجي، مع إضافة كتابات أخرى من قبل ك. شاندرو وإزهيلاراسو جوناسيكاران.
تم إقامة طقوس بداية تصوير الفيلم (موهورتا بوجا) في 2 أكتوبر 2023 في استوديوهات براساد في تشيناي بحضور فريق العمل.
```
في الشهر نفسه، تم الإعلان عن تعيين سيدهارثا نوني كمدير للتصوير، في ثالث أفلامه التاميلية بعد "فيندو ثانينداتو كادو" (2022) 
وكابتن ميلر
 (2024)، ويُعد هذا أول تعاون له مع فيجاي وبرابهو. كما تم التأكيد على أن يوڤان شانكار راجا سيقوم بتأليف الموسيقى، ليكون هذا الفيلم الثالث على التوالي مع المخرج بعد تعاونهما في عشرة أفلام إجمالاً.
[
17
]
```

شمل الطاقم الفني مدير التصوير سيدهارثا نوني، المحرر فينكات راجين، مصمم الإنتاج راجيفان نانبيار، منسق المشاهد القتالية ديليب سوبارايان، مديري الفنون سيكار وسوريا راجيفان، مصممي الأزياء فاسوكي باسكار وبالافي سينغ. كما تم تعيين إس. إم. فينكات مانيكام كمنتج تنفيذي.

### التوزيع
لعب فيجاي دورين في الفيلم، أحدهما كعجوز والآخر كشخصية شابة؛ وقد اضطر لحلق شاربه المميز لدور الشاب، وتم استخدام تقنية تقليل العمر (دي-إيجينغ) لتصوير النسخة الشابة. في البداية، كانت اختيارات برابهو للأدوار تشمل راجنيكانث كالشخصية الأكبر سنًا، ودانوش للشخصية الشابة.
في البداية، تم عرض دور البطلة النسائية على جوثيكا، لكنها اعتذرت لأن الدور كان غير مهم. بعدها تم اختيار ميناكشي تشودري وسنها لدور البطولة النسائية، حيث تم مطابقة تشودري مع فيجاي في دور الشاب، وهذه هي أول مرة تتعاون فيها مع فيجاي، بينما أعادت سنها التعاون مع فيجاي بعد فيلم "فاسيغارا" (2003).
انضم برابهو ديفا إلى فريق التمثيل في دور مهم، ليكون أول تعاون تمثيلي له مع فيجاي بعد إخراجه لفيلمين معًا. كما تم اختيار براشانت لدور مهم، ليكون أول تعاون بينه وبين فيجاي أيضًا.
تم الإعلان عن ليلى، فايبهاف، موهان، جايارام، أجمال أمير، يوغي بابو، في تي في غانيش، وبرمجي أمريك، آرفيند آكاش، وأجاي راج للعب أدوار بارزة في الفيلم. كما أن بابو وغانيش سيكونان أول تعاون لهما مع برابهو، وتم تأكيد جميع أسمائهم أثناء وجودهم في طقوس الموهورتا بوجا.
كانت الخيارات الأصلية لموهان تشمل آر مادهافان وأروند سوامي، في حين تم اختيار جوثيكا أو سيمران أو نيانتارا لدور سنها. كشفت بارفاتي ناير أنها ستكون جزءًا من طاقم العمل في يناير 2025. وكان يوغيندران حاضرًا أثناء التصوير الأولي للفيلم، مما أكد حضوره؛ حيث سيلعب مع فيجاي بعد فيلم ثيروباتشي (2005).
أكدت بريمالاثا، زوجة فيجيكانث الراحل، أن الأخير سيظهر في مشهد من الفيلم باستخدام الذكاء الاصطناعي. كما أعلن واي. جي. ماهيندران أنه سيظهر أيضًا في ظهور خاص أثناء مقابلة مع موقع فيلميبيت. قام أياز خان بتجسيد شخصية جيفان في مرحلة المراهقة جسديًا، حيث تم تعديل وجهه رقميًا ليشبه وجه فيجاي.

### التصوير

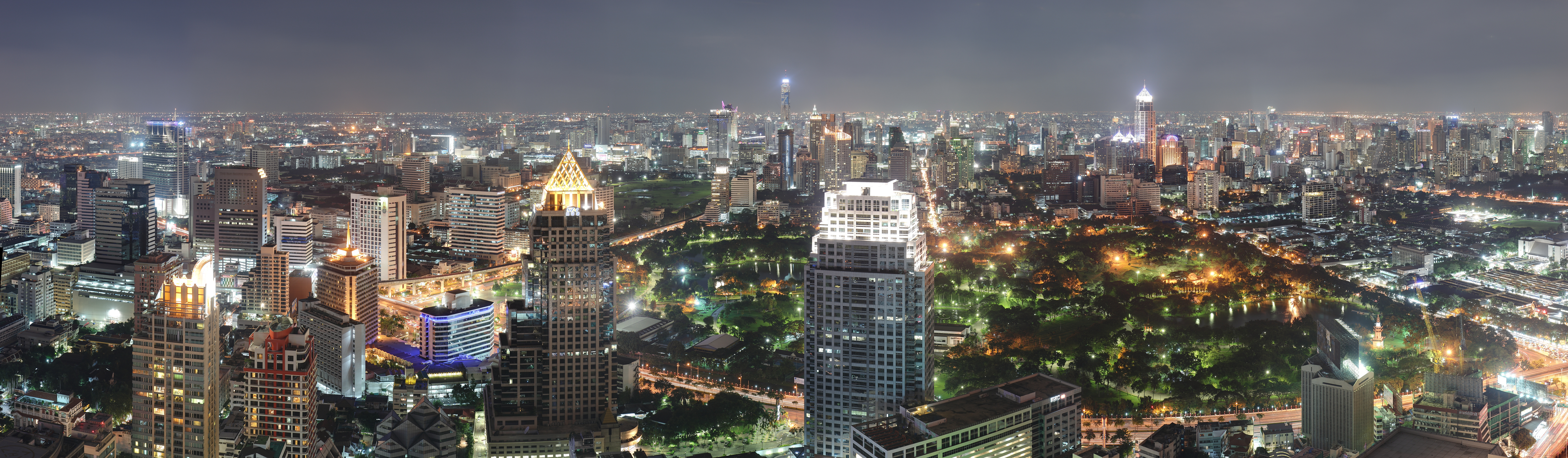
بانكوك إحدى المواقع التي تم تصوير الفيلم فيها

بدأ التصوير الرئيسي للفيلم في 3 أكتوبر 2023 في استوديوهات براساد في تشيناي مع أول جدول تصوير. تم تصوير تسلسل موسيقي، من تصميم راجو سوندّارام، وشارك فيه فيجاي، براشانت، ديفا، وأجمال. تم استخدام الذكاء الاصطناعي لتصوير هذا التسلسل الذي انتهى في 9 أكتوبر. بدأ الجدول الثاني في تايلاند في 30 أكتوبر، وانضم فيجاي إليهم في 3 نوفمبر. تم تصوير معظم المشاهد في بانكوك خلال هذا الجدول. بعد عشرة أيام من التصوير، أكمل فيجاي تصوير مشاهد جدول التصوير وعاد إلى تشيناي، بينما بقي الفريق في تايلاند لاستكمال التصوير الذي لا يتطلب وجوده. تم تصوير جزء صغير بعد ذلك في استوديوهات براساد في أواخر نوفمبر، قبل الانتقال إلى مدينة الأفلام في حيدر آباد. وفقًا للتقارير، كان برابهو قد جمع طاقم العمل الرئيسي لتصوير التسلسلات الهامة قبل أن ينتهي الجدول في 27 ديسمبر.
استؤنف التصوير في سريلانكا في 7 يناير 2024 بعد توقف بسبب احتفالات رأس السنة. في 2 فبراير، أعلن فيجاي تقاعده من السينما بعد إتمام فيلم آخر ودخوله السياسة، ليجعل هذا الفيلم فيلمه قبل الأخير. استخدم سيدهارثا نوني ثلاث كاميرات لتصوير تسلسل مهم، وهي تقنية لم يستخدمها من قبل. في أوائل فبراير، ذكر أنه تم إنجاز نصف التصوير. بدأ جدول صغير في بوندشيري في 5 فبراير. تم تسريب مقاطع فيديو لفيجاي، براشانت، وديفا أثناء هذا الجدول، وانتشرت بشكل واسع على منصات وسائل التواصل الاجتماعي، مما دفع شريك الأمان التكنولوجي للفيلم لتحذير المستخدمين من مشاركة المحتوى المسرب، مؤكدًا أنه سيتم حذف التسريبات.
في أوائل مارس، تم الإبلاغ عن أنه كان من المقرر تصوير رقم فني مع سريليلا، لكنها رفضت العرض. ثم تم استبدالها بتريشا كريشنان، وتم تصوير جزءها من أغنية "ماتا" في تشيناي. كان من المقرر أن يتم التصوير في المغرب في الجدول التالي، لكن المواقع تم تحديدها في كيرلا بدلاً من ذلك. بدأ التصوير في 18 مارس، رغم أنه تأخر يومين. عاد فيجاي إلى كيرلا للتصوير بعد "كافالان" (2011)، مما جذب حشودًا من معجبيه أمام المطار. تم تصوير التسلسل في ملعب غرينفيلد الدولي في ثيروفانانثابورام، حيث تم تصوير مشهد يضم أكثر من 3000 فنان خلفي. بسبب وجود المعجبين خارج الاستاد في منتصف الليل أثناء التصوير في 21 مارس، توقف فيجاي عن التصوير وخرج للقاء معجبيه. في اليوم التالي، نظم تجمعًا خارجيًا مع معجبيه وشارك الفيديو على صفحات وسائل التواصل الاجتماعي الخاصة به. تم الانتهاء من تصوير المشاهد المقررة في 23 مارس.
في 7 أبريل، سافر الفريق إلى موسكو في روسيا لاستكمال التصوير. تم تصوير تسلسل في بداية الجدول في حرم مدرسة. تم تصوير مشهد مطاردة خلال هذا الجدول. عاد فيجاي إلى تشيناي في 18 أبريل للإدلاء بصوته في انتخابات لوك سابها 2024، وأصيب أثناء التصوير قبل عودته. في منتصف مايو، تم الإبلاغ عن أن الفريق كان في طريقه إلى الولايات المتحدة لاستئناف التصوير. في أواخر مايو، تم تصوير بعض المشاهد التي تتضمن متفجرات في بودوتشيري، بما في ذلك شارع الشاطئ والميناء القديم. بعد ذلك، عاد برابهو إلى سريلانكا لاستكمال بعض المشاهد الإضافية بدون فيجاي، وتم الانتهاء من التصوير في أوائل يونيو. انتهى التصوير الرئيسي في أواخر يونيو، ثم عاد الفريق، بما في ذلك فيجاي، لإجراء بعض التعديلات البسيطة في استوديوهات سري جوكولام في تشيناي لمدة يومين.

## الموسيقى
تولى يوڤان شانكار راجا تأليف الموسيقى التصويرية للفيلم، وهي المرة الثانية التي يتعاون فيها مع فيجاي بعد فيلم غيتا الجديدة (2003) والعاشرة مع المخرج برابهو. كان من المقرر تنظيم حفل لإطلاق الألبوم الصوتي، لكنه تم إلغاؤه لأسباب غير معروفة. تم إصدار الألبوم الذي يحتوي على أربع أغاني هي: "صافق"، "عيون صغيرة"، "شرارة"، و"ماتا" في 3 سبتمبر 2024، أي قبل يومين من إصدار الفيلم.

## التسويق
تم إصدار أول ملصق للفيلم في 31 ديسمبر 2023، كاشفًا عن عنوان الفيلم. تم إصدار الإعلان التشويقي في 22 يونيو، تزامنًا مع مناسبة عيد ميلاد فيجاي الخمسين. تم إطلاق السلع الرسمية للفيلم من قبل فيلميديس، وميساكر، كولور كرافتس، وناما ترايب. في 25 أغسطس 2024.
في 29 يوليو 2024، أعلنت منتجة الفيلم الإبداعية، أرتشانا كالباثي، أن التحديثات المتعلقة بالفيلم ستُصدر بدءًا من الشهر التالي. تم إصدار ملصقات الإعلان الرسمي للأغنية الثالثة في 1 و2 أغسطس، ولكنها تلقت ردود فعل سلبية من المعجبين والجمهور العام، حيث تم انتقاد مظهر فيجاي الذي تم تكنولوجيا تصغير عمره. في 8 أغسطس 2024، تم إصدار ملصق ترويجي بنظام IMAX، مؤكداً أن الفيلم سيتم عرضه بهذه التقنية. حصل أعضاء نادي معجبي فيجاي في سنغافورة على جائزة من "كتاب سنغافورة للسجلات" لامتلاكهم أكبر تمثال بشري (لفيجاي) في واجهة سينما كارنفال بارتفاع 5.1 متر. تم عرض ملصقات الفيلم على شاشة ليستر سكوير في المملكة المتحدة، ليكون أول فيلم جنوب هندي يعرض هناك.
تم إصدار العرض الدعائي النهائي للفيلم في أغسطس 2024. تم استقبال مظهر فيجاي المُصغر في العرض بشكل إيجابي، حيث اعتُبر تحسنًا مقارنة بمظهره في المواد الترويجية السابقة. وأكد فينكات برابهو أن هذا التحسن جاء استجابةً للانتقادات السابقة.

## وصلات خارجية
- مقالات تستعمل روابط فنية بلا صلة مع ويكي بيانات